# Matsunaga Shigetatsu
Matsunaga Shigetatsu (sinh ngày 12 tháng 6 năm 1962) là một cầu thủ bóng đá người Nhật Bản.

## Đội tuyển bóng đá quốc gia Nhật Bản
Matsunaga Shigetatsu thi đấu cho đội tuyển bóng đá quốc gia Nhật Bản từ năm 1988 đến 1995.

## Thống kê sự nghiệp
| Đội tuyển bóng đá Nhật Bản | Đội tuyển bóng đá Nhật Bản | Đội tuyển bóng đá Nhật Bản |
| Năm                        | Trận                       | Bàn                        |
| -------------------------- | -------------------------- | -------------------------- |
| 1988                       | 1                          | 0                          |
| 1989                       | 9                          | 0                          |
| 1990                       | 0                          | 0                          |
| 1991                       | 1                          | 0                          |
| 1992                       | 9                          | 0                          |
| 1993                       | 14                         | 0                          |
| 1994                       | 0                          | 0                          |
| 1995                       | 6                          | 0                          |
| Tổng cộng                  | 40                         | 0                          |